# Oncideres vicina
Oncideres vicina là một loài bọ cánh cứng trong họ Cerambycidae.